# Provincie Mucu

Mapa japonských provincií se zvýrazněnou provincií Mucu

Provincie Mucu (japonsky 陸奥国, Mucu no kuni) byla stará japonská provincie, na jejímž území se dnes rozkládají prefektury Fukušima, Mijagi, Iwate a Aomori a města Kazuno a Kosaka v prefektuře Akita. 
Provincie Mucu je rovněž známá jako Óšú (奥州) nebo Mičinoku (陸奥) či (道奥). Pro označení společné oblasti provincie Mucu a sousední provincie Dewa, jež spolu tvoří region Tóhoku, bývá často používán výraz Óu (奥羽)

## Historie

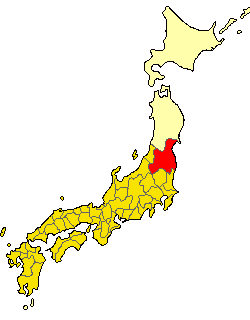
Provincie Mucu od 7. století do roku 712

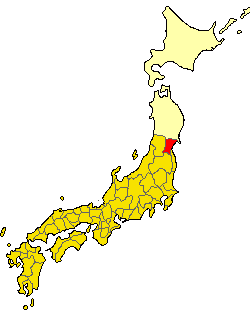
Provincie Mucu v roce 718 po oddělení provincií Iwase na jihozápadě a Iwaki na jihovýchodě

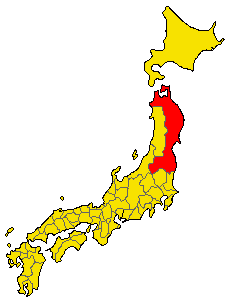
Provincie Mucu od roku 1185 do roku 1868

Provincie Rikuó (Mucu) od roku 1869 do roku 1871

Provincie Mucu rozkládající se v severní části ostrova Honšú byla založena jako jedna z posledních japonských provincií, až když říše Jamato odebrala zdejšímu původnímu obyvatelstvu, jímž byl národ Emiši, půdu. Časem se Mucu stala největší provincií, jelikož se mohla postupně rozšiřovat směrem na sever. Hlavním městem provincie byla již od časů období Nara hradní pevnost Taga, posléze město Tagadžó.

### Období Asuka
V roce 709 vypuklo v Mucu a v nedaleké provincii Ečigo protivládní povstání. Vláda říše Jamato vyslala vojsko, aby vzpouru potlačilo. 

### Období Nara
Roku 712 byla provincie Mucu oddělena od provincie Dewa. Velká státní rada daidžó-kan císařovny Gemmei prováděla na katastrální mapě v období Nara změny, neboť následujícího roku došlo k oddělení provincie Mimasaka od  provincie Bizen, provincie Hjúga od provincie Ósumi a provincie Tanba od  provincie Tango. 
V roce 718 byly okresy Šineha, Uda a Watari, jež byly do té doby součástí provincie Mucu, a okresy Kikuta a Iwaki patřící provincii Hitači začleněny do provincie Iwaki.
Roku 724 vybudoval Azumabito Ono hrad Taga jako prozatímní hlavní město provincie. Pevnost dala později jméno městu Tagajó (多賀城市).

### Období Heian
V roce 801 dobyl provincii Mucu generál Tamuramaro ze Sakanoue (坂上 田村麻呂, 758─811).
Dne 13. července 869 zasáhlo oblast kolem dnešního města Sendai ničivé zemětřesení doprovázené vlnou tsunami. Zemětřesení mělo odhadované magnitudo nejméně 8,4 stupně  Richterovy stupnice, mohlo však dosahovat až 9. stupně podobně jako zemětřesení a tsunami v Tóhoku v roce 2011. Vlna tsunami způsobila na planině Sendai rozsáhlé záplavy. Při katastrofě přišlo o život více než 1000 lidí.

#### Vzestup a pád Hiraizumi
Roku 1095 se v Hiraizumi usadil rod Severních Fudžiwarů, zvaný také Fudžiwarové z Óšú (奥州藤原氏, Óšú Fudžiwaraši), jehož hlavou byl Kijohira Fudžiwara (1056─1128). Tito Fudžiwarové nebyli nebyl v žádném příbuzenském vztahu s kjótskými Fudžiwary. S největší pravděpodobností se jednalo o potomky místních japonských rodin z oblasti Tóhoku, které si vytvořily místní vazby s potomky spojeneckých emišských kmenů. Kijohira Fudžiwara doufal, že vybuduje město, jež bude coby kulturní centrum konkurovat hlavnímu městu Heian-kjó (dnes Kjóto). Odkaz Severních Fudžiwarů zůstává dodnes v chrámech Čúsondži a Mócúdži v Hiraizumi a v chrámu Širamizu Amidadó ve městě Iwaki v prefektuře Fukušima. Zlatý věk města trval skoro 100 let. Počátkem října 1189 město v rámci taktiky spálené země zapálil poslední vůdce Severních Fudžiwarů Jasuhira Fudžiwara. Zničené město poté na dlouhý čas upadlo do relativního zapomnění.

### Období Kamakura
Počátkem září 1189 napadl provincii Mucu Joritomo Minamoto, pozdější zakladatel a první šógun Kamakurského šógunátu, s obrovskou armádou čítající 284 000 jezdců. Po vítězné bitvě o Óšú, v níž bylo dobyto sídlo Severních Fudžiwarů Hiraizumi, byl 14. října zabit i Jasuhira Fudžiwara, načež Joritomo Minamoto ovládl celé fudžiwarské panství. Bitva u Óšú tak bývá někdy považována za poslední bitvu Genpeiské války, neboť díky ovládnutí severovýchodního Japonska završila snahy Joritoma Minamota o dosažení nadvlády nad celým Japonskem.

### Období Sengoku
Během období Sengoku vládly různým částem provincie různé rody. Na severu v Morioce vládl z hradu Kozukata rod Nanbu. Na jihu v oblasti Aizu měl v Aizuwakamacu své hradní sídlo rod Uesugi. Masamune Date, jenž byl blízkým spojencem Iejasua Tokugawy, založil na jihu město Sendai, které je dnes největším městem celého regionu Tóhoku. Dalším sídlem rodu Date byl hrad Iwadejama v dnešním Ósaki. Také rod Sóma měl svoje panství na jihu, jemuž vládl z hradu Sōma Nakamura ve městě Sóma. A na jihu se rozkládalo i panství rodu Iwaki, který vládl svým poddaným ze stejnojmenného sídla. 

### Období Meidži
Jedním z důsledků války Bošin bylo i rozdělení provincie Mucu. Dne 19. ledna 1869 rozdělila vláda Meidži provincii na 5 částí. Vznikly tak provincie Iwaki, Iwaširo, Rikučú, Rikuzen, a Rikuó. Provincie Rikuó, jež zhruba odpovídala dnešní prefektuře Aomori, se zapisovala stejnými znaky kandži, jakými se před rozdělením prováděl zápis původní provincie Mucu. Jejich čtení však bylo odlišné. Díky stejným znakům bývala provincie Rikuó někdy rovněž označována jako „Mucu“.